# EG-nummer
Het EG-nummer is, net zoals het CAS-nummer, een identificatienummer voor chemische stoffen. Het EG-nummer is in de plaats gekomen van het EINECS-nummer en het ELINCS-nummer. De registratie door het European Chemicals Bureau (ECB) van de Europese Unie, dat in Italië is gevestigd, is begonnen op 1 januari 1993. 
Het nummer bestaat uit een zevencijferige code en is als volgt opgebouwd:
| N1N2N3-N4N5N6-R |

De R is toegevoegd om met behulp van de zogenaamde checksum na te kunnen gaan of het nummer wel goed wordt ingevoerd.
De R is de rest, die wordt bepaald door de volgende formule gedeeld door 11:
N1 + 2×N2 + 3×N3 + 4×N4 + 5×N5 + 6×N6. 
Als deze rest 10 is wordt een "X" als zevende "cijfer" geschreven.

## Voorbeelden
- 200-001-8 → 1×2 + 2×0 + 3×0 + 4×0 + 5×0 + 6×1 = 8 → 8/11 geeft als rest 8
- 206-238-3 → 1×2 + 2×0 + 3×6 + 4×2 + 5×3 + 6×8 = 91 → 91/11 geeft als rest 3 (11×8 = 88, 91-88 = 3)

Er zijn EG-nummers voor:
- bestaande of nieuwe stoffen in de stoffenlijst (EG-RL 67/548 bijlage 1)
- bestaande stoffen in het bestaande stoffenregister EINECS voor zover ze al niet op de stoffenlijst staan.
- nieuwe stoffen in het nieuwe stoffenregister ELINCS voor zover ze al niet op de stoffenlijst staan.

Nieuwe stoffen die nog niet volledig onderzocht zijn en polymeren krijgen geen EG-nummer. Daar hydraten niet in het bestaande stoffenregister opgenomen zijn, behouden ze het EINECS-nummer van de niet-gehydrateerde zouten.
- EINECS-nummers beginnen vanaf 200-001-8
- ELINCS-nummers beginnen vanaf 400-010-9.

Nummers van stoffen die niet langer op de lijst van polymeren (No-longer-polymers) staan beginnen vanaf 500-001-0.

## Andere EG-nummers
Dit EG-nummer is niet gelijk aan het negencijferige EG-Index-nummer, dat pas toegekend wordt als de chemische stof ook als gevaarlijke stof geklasseerd is door de Europese Gemeenschap.
Ook het Enzym-Commissienummer (EC-nummer) is niet gelijk aan dit EG-nummer. Zo heeft DNA-ligase het EC-nummer 6.5.1.X

## Bron
- TRGS 200 Duitstalig